# إنسان بحيرة رودولف
إنسان بحيرة رودولف Homo rudolfensis (تنطق: هومو رودولفينسيس)، ينتمي إلى تصنيف الإنسان (كجنس)، عاش في مناطق شرق القارة الإفريقية قبل 1.9 مليون سنة مضت وانقرض فيها. اكتشفت أول أحافيره في كينيا عام 1972م قرب بحيرة رودولف (اسمها الآن بحيرة توركان).
هناك خلاف حول انتمائه إلى تصنيف الإنسان (كجنس)، وخلاف حول الحجم المقدر لدماغه الذي يتراوح تقديره إلى ما بين 525 سم³ و 700 سم³. في 8/أغسطس/2012 تم اكتشاف وجه وعظمتي فك تعودان لهذا النوع.
يعود تاريخ أقدم حفرية إلى 2.4 مليون سنة مضت في بداية العصر الحديث الأقرب، مع استثناء محتمل لأحفورة (LD 350-1) التي تمثل أقدم دليل أحفوري على ظهور الإنسان البدائي (جنس البشر) من أسلافهم أسترالوبيثسين.
لا يُعرف انسان بحيرة رودولف إلا من خلال بعض الحفريات التمثيلية، اكتشف أولها الباحث برنارد نجينو أحد أعضاء فريق بقيادة عالم الانثروبولوجيا ريتشارد ليكي وعالم الحيوان ميف ليكي في عام 1972 في منطقة كوبي فورا على الجانب الشرقي من بحيرة رودولف (تدعى الآن بحيرة توركانا) في كينيا.
يبقى سؤال ما إذا كانت الأدلة الأحفورية كافية لافتراض وجود نوع منفصل موضع نقاش، وإذا كان كذلك أين ينبغي تصنيف هذا النوع؟ ضمن جنس البشر أو جنس أسترالوبيثكس، وإذا كان جنسًا بشريًا هل ينبغي إدراجه تحت تصنيف الإنسان الماهر أو كنوع متحول من الناحية الشكلية عن الإنسان المنتصب.

## البقايا الاحفورية

### كي إن ام - أي ار 1470
كانت الحفرية (KNM-ER 1470) مركزًا للكثير من النقاشات حول الأنواع. كانت الجمجمة في البداية مؤرخة بشكل خاطئ إلى ما يقرب من ثلاثة ملايين سنة بحيث تسبق أنواع الإنسان الماهر. وتم تصحيح التأريخ إلى نحو 1.9 مليون عام، لكن الاختلافات في هذه الجمجمة واضحة جدًا بالمقارنة مع الأنواع الأخرى من فصيلة الإنسان الماهر. مما يؤدي إلى افتراض نوع جديد هو انسان بحيرة رودولف المعاصر للإنسان الماهر. ليس من المؤكد ما إذا كان انسان بحيرة رودولف أو الإنسان الماهر أو الأنواع الأخرى غير المكتشفة من أجداد البشر اللاحقين.
قام فريق بقيادة عالم علم الإنسان بجامعة نيويورك تيموثي بروماج في آذار / مارس من عام 2007، بإعادة بناء جمجمة بقايا (KNM-ER 1470). بدا التركيب الجديد شبيهًا بالقرد (ربما بسبب الدوران الكبير في الجمجمة) وتم الإعلان عن انخفاض حجم الجمجمة بناءً على التركيب الجديد من 752 سم مكعب إلى حوالي 526 سم مكعب، وعلى الرغم من أنّ هذا الأمر بدا وكأنه أمر مثير للجدل. قال بروماج أنّ عملية إعادة التركيب التي قام بها فريقه كانت بناءً على علوم الأحياء غير المعروفة في وقت اكتشاف الجمجمة، والعلاقات الدقيقة بين أحجام العينين والأذنين والفم في الثدييات. نشر بوماج منشور جديد ينص على زيادة تقدير حجم الجمجمة من 526 سم مكعب إلى 700 سم مكعب.

### يو إر 501
تم اكتشاف أحفورة UR 501 (عظم الفك) في عام 1991 بالقرب من منطقة أوراها في ملاوي. وهي عظام محفوظة جيدًا تعود للإنسان العاقل عمرها نحو 2.4 مليون عام.

### اكتشافات كوبي فورا في عام 2012
نشر فريق بقيادة ميف ليكي في آب / أغسطس 2012 بحثًا في مجلة (الطبيعة) معلنًا العثور على ثلاثة حفريات لإنسان بحيرة رودولف في شمال كينيا: عظمتان من الفكين مع أسنان بالإضافة إلى وجه. كان الوجه (بقايا تحمل اسم KNM-ER 62000) لفرد صغير السن ولكنه امتلك سمات مشتركة مع حفرية (KNM-ER 1470) مما يشير إلى أنَّ مواصفات الجمجمة المتميزة تعود إلى سبب أنه نوع منفصل، وليس فردًا ذكرًا كبيرًا. وصف فريد سبور أحد أعضاء الفريق الوجه بأنه «مسطح بشكل كبير» مع وجود خط مستقيم من حجرة العين إلى الاسنان القاطعة. كانت عظام الفك التي يبدو أنها تتطابق مع (KNM-ER 1470) و (KNM-ER 62000) أقصر وتميل للشكل المستطيل أكثر من عينات الإنسان الماهر المعروفة.
تم تأريخ الحفريات لنحو مليوني عام حيث كانت تعاصر الإنسان الماهر. ووفقًا لـ ليكي وبعض العلماء «تؤكد الحفريات الجديدة وجود نوعين متعاصرين من البشر الاوائل (الإنسان الماهر وانسان بحيرة رودولف)، بالإضافة إلى الإنسان المنتصب في العصر الحديث الاقرب في شرق إفريقيا». وصف لي روجرز بيرجر الفكرة بأنها «ضعيفة»، واقترح مقارنة الاكتشافات مع الاحتمالات الأخرى مثل أوسترالوبيثيكوس الأفريقي وأوسترالوبيثيكوس سيديبا. رفض تيم وايت من جامعة كاليفورنيا النتائج متسائلاً «كيف يمكن للعلماء في هذا المجال أن يثقوا بقدرتهم على تحديد الأنواع الأحفورية بدقة استنادًا إلى عدد قليل من الأسنان وعظام الفكين وعظام الوجه السفلية في ضوء ما نعرفه حول الاختلاف الكبير الموجود بين الأفراد المنتمين إلى فصيلة حية واحدة؟» أجاب ليكي قائلاً: «أود تحدي تيم للعثور على أي قرود يجد فيهم نفس درجات التباين التي نراها بين حفرياتنا الجديدة وحفرية KNM-ER 1802». إنّ KNM-ER 1802 عبارة عن حفرية للفك السفلي والتي يعتقد أنها تعود لنوع انسان بحيرة رودولف. اقترح ليكي بالنظر إلى الفرق بين هذه الحفرية وتلك الموجودة في عام 2012 أنّ الحفرية لا تعود لإنسان بحيرة رودولف إنما للبشر. يعتبر برنارد وود أنه من الممكن وجود تفاعلات وتواصل بين هذه الأنواع المختلفة.

## التصنيف
اقتُرح الاسم العلمي لإنسان بحيرة رودولف في عام 1986 من قبل فاليري اليكسيف، ثم نقل تصنيفه إلى الجنس البشري بواسطة العالم كولين غروفز في عام 1989 بسبب اكتشاف بقايا الجمجمة (KNM-ER 1470) التي تم اقتراحها كنموذج من قبل بيرنارد وود في عام 1999.
أثارت المقارنات بين الحفرية OH 24 المعروفة باسم جمجمة الإنسان الماهر التي اكتشفها بيتر نزوب إلى جانب بقايا أنثى الإنسان الماهر KNM ER 1813 و KNM-ER 1470 (ذكر) الكثير من الجدل حول ما إذا كان يجب تصنيف الإنسان الماهر وانسان بحيرة رودولف كنوعين منفصلين أو تجميعهما معًا ضمن نوع الإنسان الماهر.
عند مقارنتها بالحفريات الأقدم للإنسان الماهر مثل OH 24 فإن الفك السفلي وفك بقايا ER 1470 لا يتناسب مع مقاييس الإنسان الماهر. تظهر بقايا KNM-ER 1470 بروز أقل للفك وشكل دماغي مستدير. تم العثور بعد الكثير من النقاش ودون التوصل إلى نتيجة واضحة على بقايا KNM ER 1813 الأحفورية في عام 1973 بواسطة كامويا كيمو مما ساعد في حل بعض الخلافات المتعلقة بأنواع الإنسان الماهر وانسان بحيرة رودولف. يظهر ER 1470 عند مقارنته ببقايا ER 1813 حجم دماغ أكبر يتراوح بين 750 و 800 مل.
حتى لو اخذنا في الاعتبار ازدواج الشكل الجنسي فإن الفرق في الحجم بين الفك السفلي والأسنان سيكون كبيرًا جدًا مقارنةً ببقايا KNM-ER 1813. تملك بقايا انسان بحيرة رودولف KNM-ER 1470 أسنان ضخمة بالمقارنة مع حفرية الإنسان الماهر الأنثوية KNM-ER 1813 وتظهر حالة دماغ أكبر بكثير من KNM-ER 1813. عندما تتم مقارنة KNM-ER 1813 و KNM-ER 1470 بالنسبة لـ OH 24 فإن أوجه التشابه بين OH 24 و KNM-ER 1813 تكون أكثر وضوحًا من تلك الموجودة مع KNM- ER 1470. وتشمل هذه التشابهات حجرات أصغر وتعامد منتصف الوجه مع أسفل الأنف وحجم جمجمة أصغر للجميع. تدفع الأعمار المفترضة لهذه الأحافير الثلاثة والأماكن التي عثر عليها ضمنها وبعض التشابهات التشريحية بينها العديد من العلماء إلى افتراض أنّ كل من الإنسان الماهر وانسان بحيرة رودولف يتواجدان في مكان ما في منطقة شرق إفريقيا في وقت يعود لما بين 2.0 و 1.5 مليون سنة مضت جنبًا إلى جنب مع الإنسان المنتصب وبارانثروبوس بويزي.
تشير الاكتشافات في منطقة دمانيسي في جورجيا التي امتلكت سمات بدنية متنوعة وفروق في الأسنان إلى أنّ جميع المجموعات المعاصرة من البشر الاوائل في إفريقيا بما في ذلك الإنسان العامل والانسان الماهر وانسان بحيرة رودولف هم من نفس النوع ويجب تصنيفهم كانسان منتصب.